# غذای کالری-منفی
غذای کالری منفی به غذایی می‌گویند که برای هضم کردن به مقدار انرژی بیشتری نسبت به آن مقدار انرژی که دارد، نیازمند است.
هرچند که این اصطلاح محبوبی در راهنماهای رژیمی است ولی در واقع از نظر علمی چنین ادعایی تأیید نشده‌است. برای نمونه کرفس که معمولاً به عنوان غذای کالری‌منفی از آن یاد می‌شود تنها به اندازهٔ ده‌درصدِ محتوای انرژی خود نیاز به انرژی برای هضم دارد. همچنین گریپ فروت نیز که معمولاً با این عنوان خطاب می‌شود و منجر به کاهش وزن می‌شود به این دلیل است که فضایی در معده را می‌گیرد که می‌تواند به وسیلهٔ غذاهایی با کالری بیشتر پر شوند.